# Vilnius Iron Wolves 2019
Questa voce raccoglie le informazioni riguardanti i Vilnius Iron Wolves nelle competizioni ufficiali della stagione 2019.

## Roster
| Roster dei Vilnius Iron Wolves (2019) |
| --- |
| Quarterback - 2 Marius Žaganevičius QB/H Running Back - 9 Mantas Norkūnas - 33 Bartas Sangavičius - 94 Vasilij Kazakevič RB/TE/LB Wide Receiver - 4 Tomas Kačinskas WR/KR/PR - 5 Tomas Eitmanvičius WR/K/P - 6 Pijus Kastečkas WR/KR/PR - 13 Marius Vaitkus WR/RB - 22 Aliaksandr Autushka-Sikorski - 30 Lukas Alijošius Tight End - 88 Edgaras Lukša TE/WR Offensive Linemen - 50 Jonas Drukteinis - 55 Edvinas Pavydis - 56 Giorgio Pastore OL/DL/RB - 61 Tomas Ratkevičius - 66 Julius Jaramavičius - 68 Edvinas Palčiauskas - 73 Justinas Vaičiulis OL/DL - 75 Kirill Ovsyannikov OL/DL - 77 Tomas Pupalaigis OL/DL Defensive Linemen - 3 Tomas Versockas - 8 Grigorijus Blinovas - 23 Tomas Dzeventlauskas - 79 Grigas Vaidotas - 86 Domas Murma - 91 Mykolas Lučiūnas - 97 Ignas Paimbrekis - 98 Justas Survila Linebacker - 28 Deividas Penkaitis - 45 Dzmytri Babrovich - 87 Raimundas Kavaliauskas - 89 Tomas Jacevicius - 99 Gabrielius Rauckis Defensive Back - 17 Stanislav Maksimov - 25 Justinas Petkevičius - 26 Roman Zhuravski - 32 Gytis Dainauskis - 35 Marvin Bart - 47 Tadas Ragaliauskas - 48 Mantas Baliukevičius Special Team - 34 Paulius Kasteckas LS - 67 Mindaugas Ponomariovas K |

## Monte Clark Arena Cup 2019

### Stagione regolare
| Minsk 3 marzo 2019, ore 9:00 | Vilnius Iron Wolves | 13 – 12 | Kaliningrad Amber Hawks |  |

| Minsk 3 marzo 2019, ore 10:00 | Grodno Barbarians | 8 – 28 | Vilnius Iron Wolves |  |

### Playoff
| Minsk 3 marzo 2019, ore 12:00 | Vilnius Iron Wolves | 13 – 28 | Petrozavodsk Karelian Gunners |  |

| Minsk 3 marzo 2019, ore 13:00 | Kaliningrad Amber Hawks | 30 – 6 | Vilnius Iron Wolves |  |

## Topliga 2019

### Stagione regolare
| Prienai 7 aprile 2019, ore 13:00 | Kaunas Dukes | 18 – 46 (0-12 0-20 6-0 12-14) referto | Vilnius Iron Wolves | Prienų stadionas |

| Vilnius 27 aprile 2019, ore 12:00 | Vilnius Iron Wolves | 0 – 38 (0-21 0-3 0-7 0-7) referto | Warsaw Eagles | Stadio LFF |

| Cracovia 4 maggio 2019, ore 14:00 | Kraków Tigers | 6 – 42 (0-14 0-7 6-7 0-14) referto | Vilnius Iron Wolves | MOS Wschód |

| Grójec 18 maggio 2019, ore 15:00 | Warsaw Dukes | 0 – 47 (0-6 0-14 0-20 0-7) referto | Vilnius Iron Wolves | GOS Mazowsze |

| Vilnius 15 giugno 2019, ore 15:00 | Vilnius Iron Wolves | 3 – 32 (0-13 3-0 0-6 0-13) referto | Bydgoszcz Archers | Stadio LFF |

| Vilnius 22 giugno 2019, ore 13:00 | Vilnius Iron Wolves | 37 – 0 (3-0 6-0 14-0 14-0) referto | Kaunas Dukes | Stadio LFF |

### Playoff
| Bydgoszcz 6 luglio 2019, ore 16:00 | Bydgoszcz Archers | 34 – 0 (14-0 14-0 0-0 6-0) | Vilnius Iron Wolves |  |

## Baltic League 2019

### Stagione regolare
| 8 settembre 2019 | Vilnius Iron Wolves | 6 – 0 (0-0 0-0 6-0 0-0) | Kaunas Dukes |  |

| 12 ottobre 2019 | Kaunas Dukes | 14 – 20 | Vilnius Iron Wolves |  |

| 20 ottobre 2019 | Vilnius Iron Wolves | 20 – 26 | Warsaw Eagles U21 |  |

| 17 novembre 2019 | Warsaw Eagles U21 | 12 – 12 | Vilnius Iron Wolves |  |

## Statistiche di squadra
| Competizione           | %Vittorie | In casa | In casa | In casa | In casa | In casa | In casa | In trasferta | In trasferta | In trasferta | In trasferta | In trasferta | In trasferta | Totale | Totale | Totale | Totale | Totale | Totale |
| Competizione           | %Vittorie | G       | V       | N       | P       | Pf      | Ps      | G            | V            | N            | P            | Pf           | Ps           | G      | V      | N      | P      | Pf     | Ps     |
| ---------------------- | --------- | ------- | ------- | ------- | ------- | ------- | ------- | ------------ | ------------ | ------------ | ------------ | ------------ | ------------ | ------ | ------ | ------ | ------ | ------ | ------ |
| MCAC Stagione regolare | 1.000     | 1       | 1       | 0       | 0       | 13      | 12      | 1            | 1            | 0            | 0            | 28           | 8            | 2      | 2      | 0      | 0      | 41     | 20     |
| MCAC Stagione regolare | .000      | 1       | 0       | 0       | 1       | 13      | 28      | 1            | 0            | 0            | 1            | 6            | 30           | 2      | 0      | 0      | 2      | 19     | 58     |
| TL Stagione regolare   | .667      | 3       | 1       | 0       | 2       | 40      | 70      | 3            | 3            | 0            | 0            | 135          | 24           | 6      | 4      | 0      | 2      | 175    | 94     |
| TL Playoff             | .000      | 0       | 0       | 0       | 0       | 0       | 0       | 1            | 0            | 0            | 1            | 0            | 34           | 1      | 0      | 0      | 1      | 0      | 34     |
| BL Stagione regolare   | .625      | 2       | 1       | 0       | 1       | 26      | 26      | 2            | 1            | 1            | 0            | 32           | 26           | 4      | 2      | 1      | 1      | 58     | 52     |
| Totale                 | .567      | 7       | 3       | 0       | 4       | 92      | 136     | 8            | 5            | 1            | 2            | 201          | 122          | 15     | 8      | 1      | 6      | 293    | 258    |